# Landtagswahlkreis Wanzleben
Der Landtagswahlkreis Wanzleben war ein Landtagswahlkreis in Sachsen-Anhalt. Der Wahlkreis umfasst zuletzt vom Landkreis Börde die Gemeinde Sülzetal und die Stadt Wanzleben-Börde sowie vom Salzlandkreis die Gemeinde Bördeland und die Stadt Calbe (Saale). Zur Landtagswahl 2021 wurde er aufgelöst und ging im neu gebildeten Landtagswahlkreis Oschersleben-Wanzleben auf.

## Wahl 2016
Bei der Landtagswahl in Sachsen-Anhalt 2016 waren 35.324 Einwohner wahlberechtigt; die Wahlbeteiligung lag bei 61,7 %. Guido Heuer gewann das Direktmandat für die CDU.
| Bewerber        | Partei            | Erststimmen in % | Zweitstimmen in % |
| --------------- | ----------------- | ---------------- | ----------------- |
| Guido Heuer     | CDU               | 38,0             | 32,1              |
| Jürgen Ohst     | LINKE             | 23,0             | 14,5              |
| Silke Schindler | SPD               | 21,3             | 11,3              |
| René Gehre      | FDP               | 11,9             | 5,1               |
| Olaf Wachsmuth  | GRÜNE             | 5,8              | 3,6               |
| —               | AfD               | —                | 26,1              |
| —               | Freie Wähler      | —                | 1,8               |
| —               | Tierschutzpartei  | —                | 1,4               |
| —               | NPD               | —                | 1,1               |
| —               | ALFA              | —                | 1,0               |
| —               | Tierschutzallianz | —                | 0,9               |
| —               | MG                | —                | 0,5               |
| —               | Die PARTEI        | —                | 0,3               |
| —               | FBM               | —                | 0,3               |
| —               | DIE RECHTE        | —                | 0,2               |

## Wahl 2011
Bei der Landtagswahl in Sachsen-Anhalt 2011 waren 36.692 Einwohner wahlberechtigt; die Wahlbeteiligung lag bei 50,7 %. Kay Barthel gewann das Direktmandat für die CDU.
| Bewerber            | Partei           | Erststimmen in % | Zweitstimmen in % |
| ------------------- | ---------------- | ---------------- | ----------------- |
| Kay Barthel         | CDU              | 33,6             | 34,3              |
| Gudrun Tiedge       | LINKE            | 21,0             | 21,5              |
| Silke Schindler     | SPD              | 20,9             | 20,9              |
| Christian Flechtner | FDP              | 3,3              | 4,6               |
| Verena Wicke-Scheil | GRÜNE            | 3,7              | 4,8               |
| Jörg Methner        | Freie Wähler     | 13,7             | 6,5               |
| Dirk Vahldieck      | NPD              | 3,8              | 4,3               |
| —                   | Tierschutzpartei | —                | 1,4               |
| —                   | PIRATEN          | —                | 1,0               |
| —                   | SPV              | —                | 0,3               |
| —                   | KPD              | —                | 0,1               |
| —                   | MLPD             | —                | 0,2               |
| —                   | ödp              | —                | 0,1               |

## Wahl 2006
Bei der Landtagswahl in Sachsen-Anhalt 2006 traten folgende Kandidaten an:
| Name                             | Partei | Anteil der Erststimmen |
| -------------------------------- | ------ | ---------------------- |
| Peter Rotter                     | CDU    | 34,6 %                 |
| Gudrun Tiedge                    | LINKE  | 20,1 %                 |
| Silke Schindler                  | SPD    | 23,5 %                 |
| Johannes Hauser                  | FDP    | 9,3 %                  |
| Heinz-Werner Bugiel              | GRÜNE  | 2,2 %                  |
| Jörg Methner                     | BBW    | 10,4 %                 |
| Wahlberechtigte: 43969 Einwohner |        |                        |
| Wahlbeteiligung: 45,9 %          |        |                        |